# Leptostylum curepeiensis
Leptostylum curepeiensis är en tvåvingeart som först beskrevs av Thompson 1968.  Leptostylum curepeiensis ingår i släktet Leptostylum och familjen parasitflugor. Inga underarter finns listade i Catalogue of Life.